# Emisora Torre Fuerte
La Emisora Torre Fuerte fue una estación radial cristiana de denominación evangélica que transmitía desde Yopal, Colombia. Operaba en la frecuencia de 96.7 FM.
La emisora cubría solo el perímetro urbano de Yopal y algunas zonas aledañas a la ciudad. Comenzó a transmitir desde febrero de 2011.
La estación Torre Fuerte transmitía música cristiana, fragmentos de la Biblia, espacios culturales y de interés religioso.